# Santa Maria do Bouro
Santa Maria do Bouro es una freguesia portuguesa del concelho de Amares, con 6,80 km² de superficie y 909 habitantes (2001). Su densidad de población es de 133,7 hab/km².